# 라이언 돌란
라이언 돌란(영어: Ryan Dolan, 1985년 7월 22일 ~)은 아일랜드의 싱어송라이터이다.

## 생애와 경력
2012년에 가수로 첫 데뷔를 하였으나, 첫 싱글인 《Only Love Survives》을 2013년에 발표하면서 정식으로 가수로서의 경력을 시작하였다. 같은 해에 그는 스웨덴의 말뫼에서 개최된 유로비전 송 콘테스트 2013에 아일랜드 대표로 참가하여 8위를 차지하였고, 이와 동시에 첫 정규 음반인 《Frequency》를 발표하였다. 2014년에는 아일랜드의 라디오 방송국인 RTE 라디오 1과의 인터뷰에서 자신이 동성애자임을 밝혔다.

## 음반 활동

### 싱글
- 《Only Love Survives》 (2013)
- 《Start Again》 (2014)
- 《Fall to the Floor》 (2014)

### 정규 앨범
- 《Frequency》 (2013)